# Trnávka (okres Trebišov)
Trnávka (Hongaars:Tarnóka) is een Slowaakse gemeente in de regio Košice, en maakt deel uit van het district Trebišov.
Trnávka telt 164 inwoners.